# Науру на Олімпійських іграх
Збірна команда Науру брала участь у всіх літніх Олімпійських іграх, починаючи з ігор в Атланті.
Науру відома своїми важкоатлетами, і на 2013 рік десять з одинадцяти олімпійців з Науру, серед яких були дві жінки, брали участь у змаганнях з важкої атлетики. Найбільші делегації представляли країну на Олімпійських іграх 1996 і 2004 років (по 3 особи).
Національний олімпійський комітет Науру був заснованийв у 1991 році, і в тому ж році почалися переговори з Міжнародним олімпійським комітетом про його визнання. У травні 1994 НОК Науру подав заявку на вступ до МОК, і у вересні того ж року заявка була задоволена. Науру стала найменшою країною-членом Міжнародного олімпійського комітету.
Однак, ігри 1996 не були першими, у яких взяли участь спортсмени Науру. Важкоатлет Маркус Стівен, сенсаційно перемігши на Іграх Співдружності у 1990 році, подав прохання про громадянство Самоа, щоб брати участь у барселонській Олімпіаді. Стівен взяв участь і у двох наступних Олімпіадах, але вже як член делегації Науру. Потім у 2007 році він став президентом країни, а у 2009 — був обраний президентом Національного олімпійського комітету Науру.
У зимових Олімпійських іграх Науру участі не брала. Спортсмени цієї країни ніколи не завойовували олімпійських медалей. Найвищий результат на Іграх показав Юкіо Петер, який зайняв восьме місце серед легковаговиків на Іграх 2004 року.

## Кількість учасників на літніх Олімпійських іграх
| Вид спорту         | 1996 | 2000  | 2004  | 2008 | 2012 | 2016  | Всього |
| ------------------ | ---- | ----- | ----- | ---- | ---- | ----- | ------ |
| Важка атлетика     | 3    | 2 (1) | 3 (1) | 1    | 1    | 1     | 11 (2) |
| Дзюдо              |      |       |       |      | 1    | 1     | 2 (0)  |
| Всього спортсменів | 3    | 2 (1) | 3 (1) | 1    | 2    | 2 (0) | 13 (2) |

- У дужках наведено кількість жінок у складі збірної